# Tinh thể quang tử

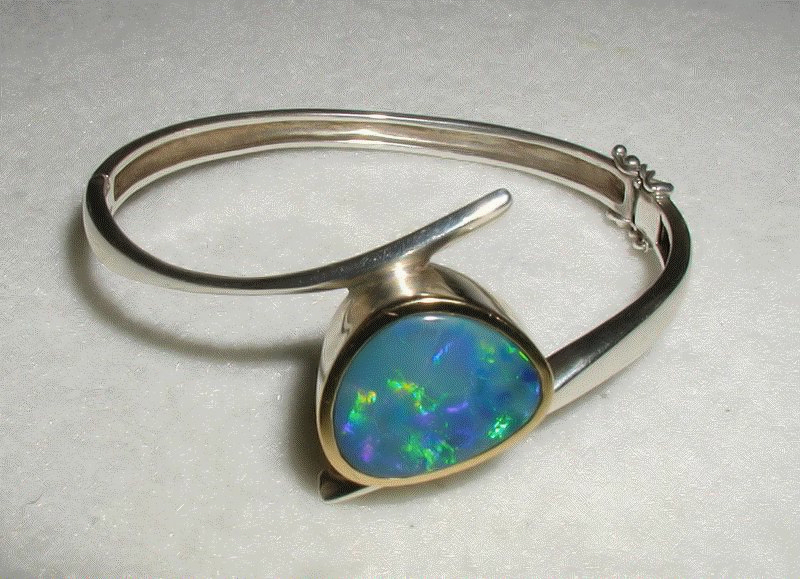
Ngọc opal trên chiếc vòng này là các vi cấu trúc có chu kỳ không gian tạo nên khả năng phát ngũ sắc. Đây là một tinh thể quang tử tự nhiên, tuy chưa có vùng trống năng lượng quang tử rõ rệt.

Tinh thể quang tử là các cấu trúc nanô quang học có ảnh hưởng đến sự lan truyền của các hạt photon trong nó tương tự như cách mà các tinh thể bán dẫn tác động lên chuyển động của electron. Các tinh thể quang tử xuất hiện một cách tự nhiên trên vỏ Trái Đất ở nhiều dạng và đã được nghiên cứu từ đầu thế kỷ 20.

## Giới thiệu
Tinh thể quang tử được tạo thành từ các cấu trúc nanô điện môi hoặc kim loại-điện môi được thiết kế để tác động lên sự lan truyền của sóng điện từ tương tự như cách các hố năng lượng tuần hoàn trong các tinh thể bán dẫn tác động lên chuyển động của electron; tức là tạo ra các cấu trúc năng lượng của trạng thái photon trong tinh thể. Ở đây, một vùng trống trong cấu trúc năng lượng photon là những kiểu lan truyền mà sóng điện từ không được phép, hay những dải bước sóng không lan truyền được. Điều này dẫn đến các hiện tượng như ngăn cản phát xạ tự phát, gương định hướng có độ phản xạ cao hay ống dẫn sóng có độ hao tổn thấp.
Bản chất của các hiện tượng quan sát được là sự nhiễu xạ của sóng điện từ, trong đó chu kỳ không gian của các cấu trúc tinh thể phải có cùng kích cỡ với bước sóng của sóng điện từ (tức là vào cỡ vài trăm nm cho các tinh thể quang tử làm việc với ánh sáng). Đấy là một khó khăn kỹ thuật cho việc chế tạo các tinh thể quang tử nhân tạo.

## Tinh thể quang tử tự nhiên
Một ví dụ của tinh thể quang tử tự nhiên là opal. Các màu sắc của nó là do nhiễu xạ Bragg trên các mắt tinh thể của nó.
Một hệ tinh thể quang tử tự nhiên khác có thể quan sát được trên cánh một số loài bướm, như loài Morpho .

## Ứng dụng
Các tinh thể quang tử có thể được ứng dụng để điều khiển sự lan truyền của ánh sáng.
Các tinh thể quang tử một chiều đã đang được dùng rộng rãi trong quang học màng mỏng; như tạo ra các lớp phủ lên bề mặt thấu kính hay gương để tạo ra độ phản chiếu thấp hay cao tuỳ ý; hay trong sơn đổi màu và in ấn bảo mật.
Các tinh thể quang tử hai chiều và ba chiều được dùng trong nghiên cứu khoa học. Ứng dụng thương mại đầu tiên của tinh thể quang tử hai chiều là sợi tinh thể quang tử, thay thế cho sợi quang học truyền thống trong các thiết bị quang học phi tuyến và dùng với các bước sóng đặc biệt (ở đó không có vật liệu truyền thống nào trong suốt ngoài không khí hay các chất khí).
Khả năng sản xuất và ngăn ngừa lỗi trong các tinh thể quang tử ba chiều vẫn đang được nghiên cứu.